# Bombali
Het district Bombali is gelegen in de provincie Northern in Sierra Leone. De hoofdplaats van het district is Makeni.